# Китовые сёги
Китовые сёги (яп. 鯨将棋) — современный вариант сёги (японских шахмат) изобретённый Р. Уэйном Шмиттбергером (англ. R. Wayne Schmittberger) в 1981 году.

## Описание
Игра похожа на сёги Джадкинса, но с большим количеством фигур, и эти фигуры названы в честь видов китов. Цель игры состоит в том, чтобы захватить белого кита противника. Два игрока, чёрный и белый (или 先手 сэнтэ и 後手 готэ), играют на доске, разбитой на сетку из 6 рядов и 6 столбцов, ячейки не различаются по маркировке или цвету. У каждого игрока есть набор из 12 клиновидных фигур немного разных размеров: 1 белый кит (W), 1 морская свинья (P), 1 горбатый кит (H), 1 серый кит (G), 1 нарвал (N), 1 синий кит (B), 6 дельфинов (D). На обратной стороне фигуры морской свиньи есть ещё одна буква (K для косатки), часто другого цвета (обычно красного вместо чёрного). Каждая фигура имеет форму клина и обращена к противоположной стороне, что демонстрирует, кто контролирует фигуру во время игры. Поскольку это западный вариант сёги, а кандзи для обозначения китов сложны даже для японцев, обычно используются латинские буквы.

### Китовые сёги Пауловича
Этот вариант, изобретенный Дэвидом Пауловичем (англ. David Paulowich) в 2005 году, использует сёгибан 7 × 7 и добавляет фигуру тихоокеанского северного кита. 